# Johann Gottfried Steinhäuser
Johann Gottfried Steinhäuser (* 20. September 1768 in Plauen im Vogtland; † 17. November 1825 in Halle) war ein deutscher Physiker, Mathematiker, Montanist und Jurist.

## Leben

### Familie
Johann Gottfried Steinhäuser entstammte der alten adeligen Familie von Steinhäuser, vielleicht auch von Steinhausen, deren Stammhaus wahrscheinlich in Steinhausen in der Nähe des Zugersees war. Während der Schweizer Freiheitskriege um die Mitte des 15. Jahrhunderts wurden sie von ihrem Stammsitz vertrieben, weil sie dem deutschen Kaiser treu blieben, und flüchteten mit einem Teil des Vermögens in die Steiermark und nach Kärnten, wo sie auch große Güter besaßen. Von hier wanderten um die Zeit der Kirchenreformation zwei Nachkommen nach Gunzenhausen beziehungsweise nach Plauen aus; den Geburtsadel ließen sie erlöschen.
Er war der Sohn seines gleichnamigen Vaters Johann Gottfried Steinhäuser (* 22. Oktober 1736 in Plauen; † 15. Juli 1815 ebenda), kurfürstlich sächsischer Rat und Steuerprokurator; dieser hatte sich durch Schriftstellerei sowie durch seine juristische Praxis einen bedeutenden Ruf erworben. Seine Mutter Sophie Rebecka (* 23. Dezember 1746 in Plauen; † 1. September 1798 ebenda), war die Tochter des Rechtskonsulenten Johann Lebrecht Schlegel (* 1717 in Meißen; † 15. November 1754 in Plauen) in Plauen und dessen Frau Christiane Eleonora (geb. Schilbach, * 3. November 1716 in Plauen; † 26. Mai 1783 ebenda). Er war somit ein Ur-, Ur-, Urenkel des Theologen Christoph Schlegel, ein Ur-,Urenkel des Dichters Johann Elias Schlegel und in zehnter Generation Nachfahr von Lucas Cranach der Ältere. Er hatte noch weitere acht Geschwister und blieb zeit seines Lebens unverheiratet.

### Ausbildung
Bereits in seiner Kindheit beschäftigte er sich mit Stein-, Pflanzen- und anderen naturgeschichtlichen Sammlungen und unternahm lange und weite Exkursionen. Im Alter von neun Jahren verbrachte er ganze Tage und Nächte im Labor des Direktors J. A. Neumeister der Gösselschen Kattunfabrik in Plauen, der ein geschickter Chemiker war; als Elfjähriger beherrschte er dazu die lateinische Sprache.
Im Alter von zwölf Jahren kam er am 5. April 1780 auf die Fürstenschule Pforta und hatte unter anderem Mathematik-Unterricht bei Johann Gottlieb Schmidt (1742–1820). Während seines Aufenthaltes an der Schule fertigte er eigenhändig eine Camera obscura, stellte aus Pappe fünfkantige Erd- und Himmelsgloben her und überzog diese mit selbstgezeichneten Erd- und Himmelskarten. Im Winter versuchte er, aus einem großen Eisblock einen großen Hohlspiegel auszuhöhlen und fertigte auch kleine Montgolfieren an. Zur Beobachtung der Sonnenflecken hatte er an seinem Zimmerfenster eine eigene Vorrichtung mit einem beweglichen Observationsrohr angebracht.
Am 2. Februar 1787 beendete er die Schule und kehrte zunächst in sein Elternhaus zurück, um dann im gleichen Jahr auf die Bergakademie Freiberg zu gehen. Dort wurde er Schüler unter anderem von Johann Friedrich Lempe, Wilhelm August Lampadius und Abraham Gottlob Werner. Nach dem Abschluss der Akademie immatrikulierte er sich am 26. Mai 1788 an der Universität Wittenberg und begann ein Studium der Rechtswissenschaften und der Philosophie. Er hörte unter anderem Vorlesungen bei Johann Jacob Ebert, Johann Daniel Titius, Christian August Langguth und Ernst Florens Friedrich Chladni. In seiner Freizeit beschäftigte er sich dazu mit höherer Mathematik, Physik, Geographie und der Lektüre englischer und französischer Reisebeschreibungen.

### Werdegang
Am 24. Mai 1792 hatte er in Wittenberg das juristische Examen absolviert und ging nach Freiberg. Dort fand er jedoch keine Aussicht auf eine Anstellung, bis er 1793 auf eine Aufforderung im Gothaischen Reichsanzeiger stieß, in der jemand gesucht wurde, der eine Jaspis-Manufaktur in Kirchheim-Bolanden leiten konnte. Für eine Bewerbung reiste er nach Frankfurt am Main und wurde angenommen. Um diese Zeit besuchte er auch die Schleifmühlen in der Pfalz sowie in Zweibrücken und besichtigte die Quecksilbergruben in Stahlberg. In der Grube Steinkreuz, in der damals noch keine Erze gewonnen werden konnten, bemerkte er aus der Lage und Beschaffenheit der Gebirgsart, dass in einem Gang ein Querschlag zu bedeutenden Erzfunden führen könnte. Die Befolgung seines Rates führte zu einem reichhaltigen Fund. Darauf wurde ihm die Oberleitung der Gruben angeboten; dieses Angebot schlug er jedoch aus, weil er sich an seine Zusage in Kirchheim-Bolanden verpflichtet fühlte.
Aufgrund des hierdurch erworbenen Rufes erhielt er kurz darauf eine Aufforderung, sich um eine offene Bergrichterstelle in der Grafschaft Falkenstein zu bewerben. Der Staatsminister Dominique in Koblenz und der Graf Joseph Thaddäus von Sumerau, als Landeschef im Vorderösterreichischen, wollten ihn bei einer Bewerbung unterstützen. Aufgrund von Gebietsübergaben an die Franzosen am 15. Juli 1794 ging er dann jedoch nach Frankfurt am Main zurück. Dort bot ihm der Oberbergrichter von Carado an, fünfzig Granatschleifmühlen zu führen, die keinen Absatz, jedoch viele Arbeiter hätten, um dort fremde Steine verarbeiten zu lassen; zu diesem Unternehmen fanden sich jedoch keine Geldgeber.
Ein weiteres Angebot schlug er auf Anraten seines Vaters aus, als eine Kolonie von Rheinländern, Schwaben und Schweizern sich in Nordamerika niederlassen wollte und hierzu auch bereits Ländereien gekauft hatte. Er sollte nun die Kolonie bereisen, im Allgemeinen vermessen und zoologisch, botanisch und mineralogisch untersuchen, Handelswege erforschen und einen passenden Platz für die Errichtung einer Stadt suchen.
Auf Wunsch seines Vaters kehrte er aber nach Plauen zurück, unterstützte juristisch seinen Vater und beschäftigte sich mit dem Studium der Mathematik und Physik. Er erfand eine Uhr ohne Gewicht und Federn, die nur von einem Magneten angetrieben wurde, und schrieb einige kleine Abhandlungen.
Nach dem Tod seines ehemaligen Lehrers und Freundes Johann Jacob Ebert erhielt er dessen Lehrstuhl für Mathematik an der Philosophischen Fakultät der Universität Wittenberg, sodass er 1806 dorthin reiste und die Professur antrat. Um den Anforderungen seiner Aufgabe gerecht zu werden, erwarb er sich am 30. April 1806 den philosophischen Magistergrad und absolvierte am 16. Juni 1810 sein Habilitationsverfahren als Magister legens. In den Sommersemestern 1810 und 1815 war er Dekan der philosophischen Fakultät der Wittenberger Hochschule. Berufungen nach Greifswald, Dorpat und Charkow im südlichen Russland lehnte er ab.
Nachdem der Lehrbetrieb der Universität Wittenberg eingestellt wurde und dieselbige 1817 mit der Universität Halle vereinigt worden war, siedelte er dorthin über, um dort eine Professur der Bergwissenschaften zu übernehmen.

### Wissenschaftliches Wirken
Johann Gottfried Steinhäuser beschäftigte sich intensiv mit Magnetismus und schrieb hierzu 1819 an einen Freund: „ich zweifle nun nicht mehr an dem Dasein eines Trabanten im Innern der Erde, der mit seinem eisernen Scepter die Erdoberfläche dirigirt. Zu Luther’s Zeiten war er uns am nächsten.“
Er tauschte sich auch schriftlich mit Johann Wolfgang von Goethe über Probleme des Erdmagnetismus aus. Dessen spezieller Wunsch an Steinhäuser galt der Anfertigung magnetischer Eisen und Auskünften zu ihrer Wirksamkeit. Nachdem Goethe die Magnete erhalten hatte, überwies er dafür 17 Reichstaler nach Plauen.

## Mitgliedschaften
- Johann Gottfried Steinhäuser wurde zum Mitglied der Naturforschenden und mineralogischen Gesellschaft zu Jena ernannt.
- Er erhielt das Diplom als Ehrenmitglied der Leipziger ökonomischen Gesellschaft.

## Schriften (Auswahl)
- Flavius vom Eide. Leipzig 1785.
- Schreiben des J. G. Steinhäuser in Plauen. In: Allgemeines Journal der Chemie, Band 1, 3. Heft. 1798.
- Beytrag zu des Hrn. Oberbergraths von Humboldt Entdeckung der merkwürdigen magnetischen Polarität einer Serpentinstein-Gebirgskuppe. In: Allgemeines Journal der Chemie, Band 1, 3. Heft. 1798.
- Galvanische Beobachtungen während der Sonnenfinsterniß vom 11. Februar 1804. In: Magazin für den neuesten Zustand der Naturkunde mit Rücksicht auf die dazugehörigen Hülfswissenschaften, Band 7, 2. Stück. 1804.
- Über die wahre Ursache der Variation. In: Magazin für den neuesten Zustand der Naturkunde mit Rücksicht auf die dazugehörigen Hülfswissenschaften, Band 8, 2. Stück. 1804, S. 440 f.
- Beschreibung einer Maschine, wodurch man Abweichungscharten für jede gegebene Stellung der Magnetaxe der Erde verzeichnen kann, und über Veränderung der magnetischen Abweichung. In: Magazin für den neuesten Zustand der Naturkunde mit Rücksicht auf die dazugehörigen Hülfswissenschaften, Band 10. 1805, S. 22 f.
- Über die Umdrehung der Magnetkugei um ihre Axe. In: Magazin für den neuesten Zustand der Naturkunde mit Rücksicht auf die dazugehörigen Hülfswissenschaften, Band 10. 1805, S. 69 f.
- Versuche eines Entwurfs zu einer reinen Naturlehre. In: Magazin für den neuesten Zustand der Naturkunde mit Rücksicht auf die dazugehörigen Hülfswissenschaften, Band 10. 1805, S. 109 f.
- Versuch, die Grundsätze einer reinen Naturlehre auch auf die intellectuelle Welt anzuwenden, nebst Bemerkungen über den Magnetismus der Erde und die elektrischen Erscheinungen der Magnetnadel. In: Magazin für den neuesten Zustand der Naturkunde mit Rücksicht auf die dazugehörigen Hülfswissenschaften, Band 10. 1805, S. 393 f.
- Taschenbuch für practische Feldmesser. Leipzig 1806.
- De magnetismo telluris commentationis math. physicae sectio I, magnetis virlutes in genere proponens. Wittenberg 1806.
- Reflexions sur lea mesures universelles. Wittenberg 1806.
- Bemerkungen auf einer Reise nach dem Fichtelgebirge. In: Magazin für den neuesten Zustand der Naturkunde mit Rücksicht auf die dazugehörigen Hülfswissenschaften, Band 11. 1806.
- Weiterer Verfolg der Bemerkungen auf einer Reise nach dem Fichtelgebirge. In: Magazin für den neuesten Zustand der Naturkunde mit Rücksicht auf die dazugehörigen Hülfswissenschaften, Band 11. 1806.
- Fernere Bestimmung der magnetischen Abweichungs-Perioden. In: Magazin für den neuesten Zustand der Naturkunde mit Rücksicht auf die dazugehörigen Hülfswissenschaften, Band 11. 1806.
- Ueber die Variation der magnetischen Neigung: Eintheilung des Erdkörpers nach den Linien der größten und kleinsten Variation dieser Neigung. In: Magazin für den neuesten Zustand der Naturkunde mit Rücksicht auf die dazugehörigen Hülfswissenschaften, Band 11. 1806.
- Gegen die vorgeblich Wasserzersetzung durch magnetische Kraft. In: Gilberts Annalen, Band 14. 1803, S. 124 f.
- Beschreibung des katoptrischen Maassslabes, eines neuen Winkelmessers. In: Gilberts Annalen, Band 15. 1803, S. 377 f.
- Elementarbuch der nothwendigsten Wissenschaften. Zeitz 1809.
- De magnetismo telluris commentationis math. physicae sectio II, de inclinatione acus magneticae. Wittenberg 1810.
- Versuch eines Maasssystems, welches mit dem Umfang der Erde, mit den Grundgesetzen der Natur, mit der Länge des Secunden-Pendels, mit dem eingeführten Maassen usw. übereinstimmt. Wittenberg 1815.
- Nähere Bestimmung der Bahn des Magnets im Innern der Erde. In: Gilberts Annalen, Band 57. 1817, S. 393 f.
- Beweis, dass im Innern der Erde ein Planet befindlich ist. In: Annalen der Physik, Band 61, 1. Heft. 1819.
- Ueber Magnetismus der Erde. In: Annalen der Physik, Band 65, 7. Heft. 1820.
- Zur Erklärung der beiden Magnetischen Karten. In: Annalen der Physik, Band 65, 8. Heft. 1820.
- Noch Einiges zur Erklärung der beiden magnetischen Kärtchen. In: Gilberts Annalen, Band 66, 9. Heft. 1820.
- Über die Verfertigung künstlicher Stahlmagnete. In: Journal für Chemie und Physik. Halle 1821, S. 31 f.